# K (libro)
K è un libro fotografico della cantante australiana Kylie Minogue e del direttore creativo William Baker. È stato stampato in formato copertina rigida da Darenote Ltd in Regno Unito nel 2008, in concomitanza con l'inizio della tournée KylieX2008. L'opera è stata pubblicata in tiratura limitata di 1000 copie, ognuna della quale numerata e autografata sia dalla Minogue che da Baker.

## Descrizione
Il libro raccoglie fotografie scattate da Baker a Kylie Minogue tra il 2006 e il 2008, molte delle quali inedite, distribuite in oltre 200 pagine.
L'opera è stata definita dalla cantante come il racconto di un momento cruciale e profondamente emotivo della sua vita, legato alla sua battaglia contro il cancro alla mammella, fino al ritorno sulle scene. Pertanto, le pagine includono scatti realizzati a partire dallo Showgirl: Homecoming Tour del 2006 fino all'allora attuale tournée KylieX2008, passando per le fotografie tratte dal servizio per l'album X e le istantanee tratte dalle performance del The Kylie Show.
William Baker, in merito agli scatti, ha affermato: «Dopo la malattia, Kylie è diventata molto più selettiva riguardo a chi voleva intorno a sé. Il suo bisogno di privacy è aumentato e, per questo motivo, sono intervenuto io come fotografo – quasi per caso. Naturalmente, Kylie ha avuto un ruolo fondamentale nella mia crescita come fotografo. È un soggetto straordinario da ritrarre – sarebbe davvero difficile fare una brutta foto di lei».

## Pubblicazione
La prima edizione del libro si presenta in tinta unita nera e custodito all'interno di una custodia nera lucida in perspex, che presenta un taglio al centro dalla forma di "k" stilizzata. Il libro è stato commercializzato online sul sito della cantante "KylieStore" e fisicamente presso i concerti del KylieX2008 e del For You, for Me, al prezzo di £250.00.
In occasione dell'Aphrodite: Les Folies Tour, il libro è stato ristampato in versione copertina flessibile con un'immagine aggiornata e venduto senza alcuna custodia, al prezzo di $150.00. La medesima versione, non autografata, è stata venduta su www.kylie.com per £85.00. Questa edizione è rimasta in commercio fino al 2012.